# Björn Stein
Björn Leonard Stein (født 17. november 1970) er en svensk instruktør og filmklipper.
Han arbejder ofte sammen med instruktøren og forfatteren Måns Mårlind.

## Filmografi
- 2002 – Spung (Tv-serie)
- 2002 – Disco kung-fu
- 2004 – De drabbade (Tv-serie)
- 2005 – Storm
- 2006 – Snapphanar (Tv-serie)
- 2010 – Shelter
- 2011 – Broen
- 2012 – Underworld: Awakening
- 2013 – Känn ingen sorg
- 2016 – Midnattssol (TV-serie)  (Tv-serie)